# فصل

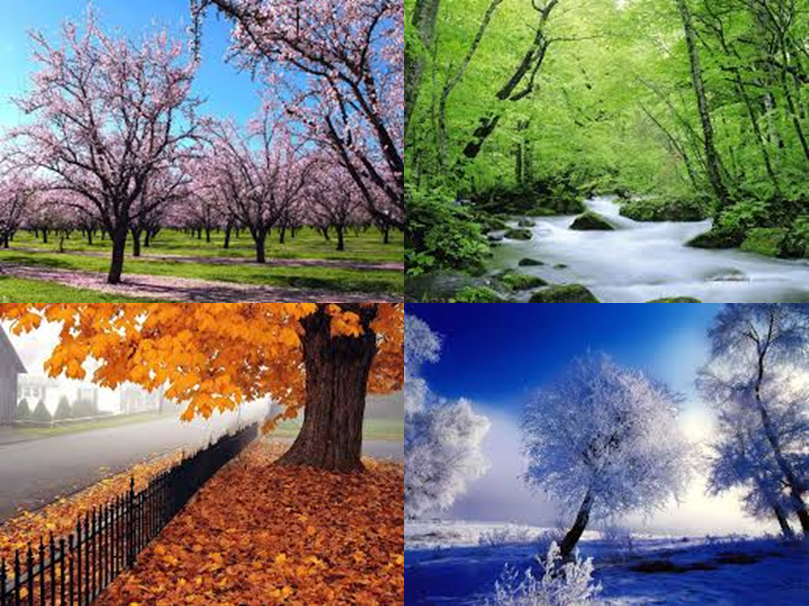
چهار فصل، فصول تعریف‌شده در میان برخی کشورها

این نگاره نشان‌دهنده آن است که چگونه انحراف محوری زمین با نور خورشید سبب انقلاب زمستانی در نیمکرهٔ شمالی و برعکس آن در نیمکرهٔ جنوبی می‌شود و همچنین این انحراف زمین تاریکی قُطب شمال و روشنایی قُطب جنوب را موجب می‌گردد.

فصل یکی از تقسیمات سال بر اساس تغییرات آب‌وهوایی، بوم‌شناسی و تعداد ساعات روز(روشنایی خورشید) در یک منطقه مشخص در کرهٔ زمین است. در زمین، فصول نتیجه گردش زمین به دور خورشید و انحراف محوری زمین نسبت به دایرةالبروج است. در مناطق معتدل و قطبی، فصول با تغییراتی در شدت نور خورشید که به سطح زمین می‌رسد مشخص می‌شود، و تغییراتی که ممکن است باعث خواب زمستانی جانوران و گیاهان یا مهاجرت جانوران به مناطق دیگر شود. فرهنگ‌های گوناگون تعداد و ماهیت فصول را بر اساس تغییرات منطقه‌ای خود تعریف می‌کنند و به همین دلیل تعداد فصول در ملل گوناگون متفاوت است.
فصل‌ها اغلب برای جوامع کشاورزی اهمیت ویژه‌ای دارند، که زندگی آن‌ها حول محور زمان کاشت و برداشت می‌چرخد، و تغییر فصل اغلب با آیین‌ها خاصی همراه است. تعریف تعداد فصل‌ها هم تا حدی مربوط به فرهنگ هر ملت می‌شود. در هندوستان، از دوران گذشته تا به امروز، شش فصل (یا به اصطلاح ریتو) بر اساس گاهشمارهای مذهبی یا فرهنگی جنوب آسیا برای اهدافی مانند کشاورزی و بازرگانی به‌وجود آمده‌است.

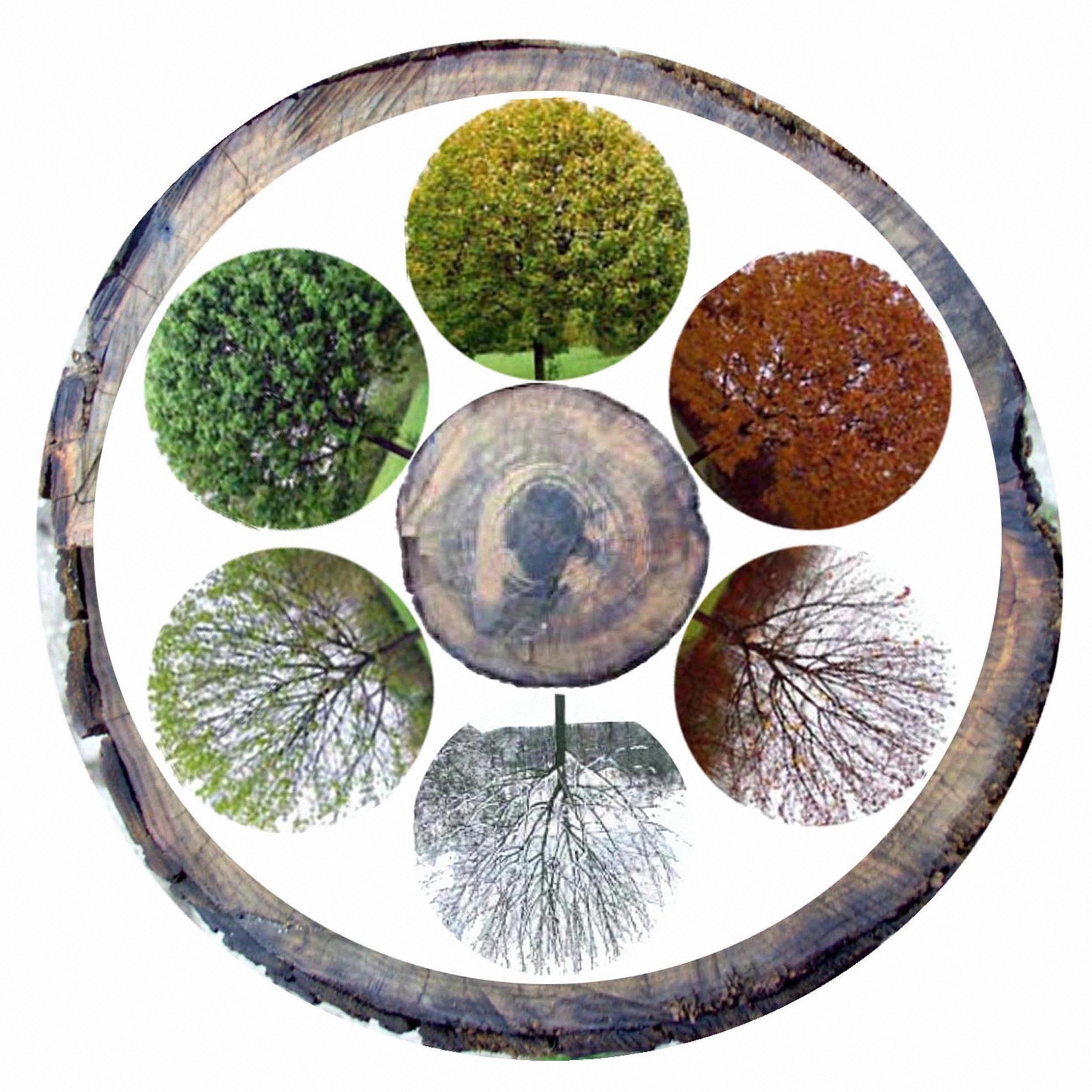
نگاره‌ای از شش فصل بوم‌شناسی.

## زمانبندی عرفی فصل‌ها
| تاریخ و زمان (به وقت ایران) انقلابین و اعتدالین روی زمین | تاریخ و زمان (به وقت ایران) انقلابین و اعتدالین روی زمین | تاریخ و زمان (به وقت ایران) انقلابین و اعتدالین روی زمین | تاریخ و زمان (به وقت ایران) انقلابین و اعتدالین روی زمین | تاریخ و زمان (به وقت ایران) انقلابین و اعتدالین روی زمین | تاریخ و زمان (به وقت ایران) انقلابین و اعتدالین روی زمین | تاریخ و زمان (به وقت ایران) انقلابین و اعتدالین روی زمین | تاریخ و زمان (به وقت ایران) انقلابین و اعتدالین روی زمین | تاریخ و زمان (به وقت ایران) انقلابین و اعتدالین روی زمین |
| زمان                                                     | اعتدال بهاری                                             | اعتدال بهاری                                             | انقلاب تابستانی                                          | انقلاب تابستانی                                          | اعتدال پاییزی                                            | اعتدال پاییزی                                            | انقلاب زمستانی                                           | انقلاب زمستانی                                           |
| ماه                                                      | اسفند/ فروردین                                           | اسفند/ فروردین                                           | خرداد/ تیر                                               | خرداد/ تیر                                               | شهریور/ مهر                                              | شهریور/ مهر                                              | آذر/ دی                                                  | آذر/ دی                                                  |
| سال                                                      |                                                          |                                                          |                                                          |                                                          |                                                          |                                                          |                                                          |                                                          |
| سال                                                      | روز                                                      | ساعت                                                     | روز                                                      | ساعت                                                     | روز                                                      | ساعت                                                     | روز                                                      | ساعت                                                     |
| -------------------------------------------------------- | -------------------------------------------------------- | -------------------------------------------------------- | -------------------------------------------------------- | -------------------------------------------------------- | -------------------------------------------------------- | -------------------------------------------------------- | -------------------------------------------------------- | -------------------------------------------------------- |
| ۱۴۰۰                                                     | ۳۰                                                       | ۱۳:۰۷                                                    | ۳۱                                                       | ۰۷:۰۲                                                    | ۳۱                                                       | ۲۲:۵۱                                                    | ۳۰                                                       | ۱۹:۲۹                                                    |
| ۱۴۰۱                                                     | ۲۹                                                       | ۱۹:۰۳                                                    | ۳۱                                                       | ۱۲:۴۴                                                    | ۱                                                        | ۰۴:۳۴                                                    | ۱                                                        | ۰۱:۱۸                                                    |
| ۱۴۰۲                                                     | ۱                                                        | ۰۰:۵۴                                                    | ۳۱                                                       | ۱۸:۲۸                                                    | ۱                                                        | ۱۰:۲۰                                                    | ۱                                                        | ۰۶:۵۷                                                    |
| ۱۴۰۳                                                     | ۱                                                        | ۰۶:۳۷                                                    | ۱                                                        | ۰۰:۲۱                                                    | ۱                                                        | ۱۶:۱۴                                                    | ۱                                                        | ۱۲:۵۰                                                    |
| ۱۴۰۴                                                     | ۳۰                                                       | ۱۲:۳۲                                                    | ۳۱                                                       | ۰۶:۱۲                                                    | ۳۱                                                       | ۲۱:۵۰                                                    | ۳۰                                                       | ۱۸:۳۳                                                    |
| ۱۴۰۵                                                     | ۲۹                                                       | ۱۷:۴۶                                                    | ۳۱                                                       | ۱۱:۵۵                                                    | ۱                                                        | ۰۳:۳۶                                                    | ۱                                                        | ۰۰:۲۰                                                    |

| ساعت | ۰۰:۰۷ | ۱۸:۰۳ | ۰۹:۴۴ | ۰۶:۱۳ |

زمین در مداری بیضی شکل به دور خورشید می‌چرخد. مدار زمین در دوسوی صفحه فرضی صفحه مداری یا استوا قرار دارد. محور زمین نسبت به صفحه استوا زاویه ۲۳٫۵ درجه می‌سازد. این انحراف سبب نامساوی شدن طول روز و شب در زمان‌های متفاوت سال در یک مکان می‌شود.
زمین دو بار در مدار خود صفحه مداری استوا را قطع می‌کند (نقاط اعتدال) و دو بار در بیشترین حالت انحراف قرار می‌گیرد (نقاط انقلاب). هرکدام از نقاط چهارگانه مبدأ یکی از فصولند. ساکنین نیمکره شمالی، نقطه اعتدال شمالی را اعتدال بهاری و نقطه اعتدال جنوبی را اعتدال پاییزی و نقطه انقلاب شمالی را انقلاب تابستانی و نقطه انقلاب جنوبی را انقلاب زمستانی می‌گویند.
از نظر زمان عرفی بهار شامل سه ماه فروردین ،اردیبهشت و خرداد است و شروع آن اول فروردین است. تابستان شامل تیرماه، مرداد و شهریور است و شروع آن اول تیرماه‌است. پاییز شامل ماه مهر، آبان و آذر است و شروع آن در اول مهرماه‌است؛ و زمستان شامل ماه‌های دی و بهمن و اسفند است و آغاز آن اول دی ماه‌است.

## زمان‌بندی اخترشناسانهٔ فصل‌ها
در تقویم جلالی (هـ. ش) اول فرودین (آغاز سال) بر اساس تحویل نجومی اعتدال بهاری (شمالی) بوده و ساعت صفر بامداد اول فروردین میانگین حلول سال (مابین زمان تحویل ظهر آخرین روز و ظهر اولین روز سال) و آغاز بهار قرارداد شده است. بر اساس این تقویم می‌توان میانگین آغاز دقیق و نجومی فصول را تعیین نمود.  
- اعتدال بهاری: از نظر نجومی به وقت نصف‌النهاری ایران، به طور میانگین تحویل اعتدال بهاری (شمالی) و آغاز بهار معمولاً یکم فروردین (۲۱ مارس)، (متوسط ساعت ۰۰:۰۷ بامداد یکم فروردین[۵]) و بهار ۹۲ روز و ۱۷:۵۶ ساعت بطول می‌کشد. از نظر نجومی زمان رسیدن ظاهری خورشید به نقطهٔ تقاطع صفحهٔ استوا با مدار زمین در هنگام عبور شمالی اعتدال بهاری گویند. در گاهشماری رسمی ایران یکم فروردین، آغاز سال با لحظهٔ اعتدال گره خورده‌است و مرز تحویل سال مابین دو ظهر آخرین روز سال و نخستین روز سال بعد است. به نحوی که ساعت صفر بامداد یکم فروردین تقریباً میانگین لحظهٔ اعتدال است. از این رو لحظهٔ اعتدال بهاری با توجه به گاهشماری ایرانی در نیمهٔ نخست روز یکم فروردین (۲۱ مارس) یا در نیمهٔ دوم روز آخر سال (۲۹ یا ۳۰) اسفندماه است. در زمان عرفی آغاز بهار، یکم فروردین دانسته می‌شود.
- انقلاب تابستانی معمولاً در ۳۱ خرداد (۲۱ ژوئن)، (متوسط ساعت ۱۸:۰۳ روز ۳۱ خرداد) تحویل می‌شود و تابستان ۹۳ روز و ۱۵:۴۱ ساعت می‌باشد. تنها در حدود یک‌چهارم موارد انقلاب شمالی یکم تیرماه رخ می‌دهد. در زمان عرفی یکم تیر آغاز تابستان دانسته می‌شود.
- اعتدال پاییزی و آغاز پاییز، معمولاً یکم مهرماه (۲۳ سپتامبر)، (متوسط زمانی ساعت ۰۹:۴۴ یکم مهر) و طول پاییز ۸۹ روز و ۲۰:۲۸ می‌باشد. در یک‌دهم موارد نیز اعتدال پاییزی روز قبل یعنی ۳۱ شهریور است. در زمان عرفی یکم مهر آغاز پاییز دانسته می‌شود.
- انقلاب زمستانی و آغاز زمستان معمولاً یکم دی‌ماه (۲۲ دسامبر)، (متوسط ساعت ۰۶:۱۲ یکم دی) و طول زمستان ۸۸ روز و ۲۳:۴۳ ساعت می‌باشد. در یک‌چهارم موارد انقلاب جنوبی روز قبل یعنی ۳۰ آذر است. در زمان عرفی یکم دی آغاز زمستان دانسته می‌شود.

### اعتدال بهاری و اعتدال پاییزی
انحراف محور زمین در یکم مهرماه و یکم فروردین تأثیری بر چگونگی تابش نور خورشید به نیمکرهٔ شمالی و جنوبی زمین ندارد و هر دو نیمکره به یک اندازه نور خورشید را دریافت می‌کنند. در این دو روز، در همه جای زمین، طول روز و شب مساوی و برابر ۱۲ ساعت است. به این دو روز اعتدال بهاری و اعتدال پاییزی می‌گویند. زمانی که در نیمکرهٔ شمالی اعتدال بهاری است، در نیمکرهٔ جنوبی اعتدال پاییزی است.

### انقلاب تابستانی و انقلاب زمستانی
روز یکم تیرماه قطب شمال بیش از هر زمان دیگر (به اندازهٔ ۲۳٫۵ درجه) به سوی خورشید متمایل است و نور خورشید فقط به برخی از سرزمین‌های نیمکرهٔ شمالی عمود می‌تابد. این روز طولانی‌ترین روز در نیمکرهٔ شمالی است و به آن انقلاب تابستانی می‌گویند. روز نخست دی ماه قطب شمال بیش از هر زمان دیگر (به اندازهٔ ۲۳٫۵ درجه) از خورشید دور است و نور خورشید به هیچ نقطه‌ای از نیمکرهٔ شمالی عمود نمی‌تابد. این روز کوتاه‌ترین روز در نیمکرهٔ شمالی است و به آن انقلاب زمستانی می‌گویند. زمانی که در نیمکرهٔ شمالی انقلاب تابستانی است، در نیمکرهٔ جنوبی انقلاب زمستانی اتفاق می‌افتد.